# TRUST (TRUSTRICKのアルバム)
『TRUST』（トラスト）は、TRUSTRICKの2枚目のオリジナル・アルバム。2015年1月28日に日本コロムビアから発売された。

## 概要
- 前作『Eternity』からわずか7ヶ月という短いスパンで発売された2ndアルバム。
- 初回盤はミュージック・ビデオや2014年9月15日にSHIBUYA duo MUSIC EXCHANGEにて行われた『TRUSTRICK Eternity Tour 2014』のライブ映像を収録したDVDが付属する。
- 2015年3月に開催されるライブツアー『TRUSTRICK TRUST TOUR 2015』の先行予約受付の応募券[1]、バックステージ招待抽選券、メンバー直筆サイン入りの「TRUST」オリジナルTシャツ（非売品）の応募抽選券も封入されている。[2]。
- 1月10日 には 2ndシングル「FLYING FAFNIR」と本アルバム予約特典者を対象とした握手会 & 3ショット撮影会を「タワーレコード新宿店」にて開催。

## 収録曲

### CD
- 全作詞：神田沙也加／全作曲・編曲：Billy（特記以外）

1. TRUST
2. Escape
3. FLYING FAFNIR
作曲：神田沙也加
4. いつかの果て
5. MIRRORS
6. キャミソール
7. Kaleidoscope
編曲：Billy & coba84
8. Ray of Light
9. 永遠
10. Sunny Day
11. On your marks!
12. snow me
13. World's End Curtain Call -theme of DANGANRONPA THE STAGE- (TRUST Mix)

### DVD(初回盤のみ)
1. いつかの果て (Music Video & Making Clip)
2. snow me (Music Video)
3. kissing (LIVE)
4. If -君が行くセカイ- (LIVE)
5. Jealousy Jelly (LIVE)

## 封入特典
- 2015年3月に開催のツアー『TRUSTRICK TRUST TOUR 2015』の先行予約受付の応募券
- 『TRUSTRICK TRUST TOUR 2015』バックステージ招待抽選券（各会場3名、合計15名）
- メンバー直筆サイン入り「TRUST」オリジナルTシャツ＜非売品＞の応募抽選券（15名）